# 松本六朗
松本 六朗（まつもと ろくろう、1947年2月22日 - ）は、日本の経営者。日鉄鉱業社長を務めた。福岡県出身。

## 来歴・人物
1970年に早稲田大学第一政治経済学部政治学科を卒業し、同年に日鉄鉱業に入社した。1999年に取締役に就任し、2003年に常務、2005年に副社長を経て、2007年4月には社長に就任。2015年4月に相談役に退いた。